# Ana Paula Martins
Ana Paula Mecheiro de Almeida Martins Silvestre Correia (ur. 4 listopada 1965 w Bissau) – portugalska farmaceutka, nauczycielka akademicka i polityczka, posłanka do Zgromadzenia Republiki, od 2024 minister zdrowia.

## Życiorys
W 1990 ukończyła farmację na Uniwersytecie Lizbońskim. Uzyskała magisterium z epidemiologii na Universidade Nova de Lisboa (1995) oraz doktorat z farmacji klinicznej na Uniwersytecie Lizbońskim (2005). Zawodowo związana z Uniwersytetem Lizbońskim jako nauczycielka akademicka. Została też badaczką w instytucie badań nad lekami na tej uczelni. Autorka i współautorka artykułów naukowych oraz rozdziałów w publikacjach książkowych poświęconych farmacji. W pracy naukowej zajęła się kwestiami dotyczącymi farmakoepidemiologii oraz farmacji społecznej. W latach 1992–1994 była doradczynią członków portugalskiego rządu. Kierowała centrum badawczym towarzystwa farmaceutycznego ANF (1994–2006), była też dyrektorką do spraw relacji instytucjonalnych w tej organizacji (2014–2015). Pracowała również jako dyrektorka do spraw zewnętrznych i dostępu do rynku w portugalskim oddziale koncernu Merck & Co. (2006–2014). Pełniła różne funkcje w zrzeszeniu farmaceutów Ordem dos Farmacêuticos. W latach 2009–2015 kierowała jego oddziałem regionalnym, a od 2016 do 2022 przewodniczyła krajowym strukturom tej organizacji. W grudniu 2022 mianowana dyrektorką lizbońskiego szpitala Hospital de Santa Maria, którym zarządzała do stycznia 2024.
Działaczka Partii Socjaldemokratycznej, w latach 2021–2022 pełniła funkcję wiceprzewodniczącej partii. W wyborach w 2024 uzyskała mandat deputowanej do Zgromadzenia Republiki. Z powodzeniem ubiegała się o poselską reelekcję w 2025.
W kwietniu 2024 objęła urząd ministra zdrowia w rządzie Luísa Montenegra. Pozostała na tej funkcji również w utworzonym w czerwcu 2025 drugim gabinecie lidera PSD.